# Płaśń między Progi

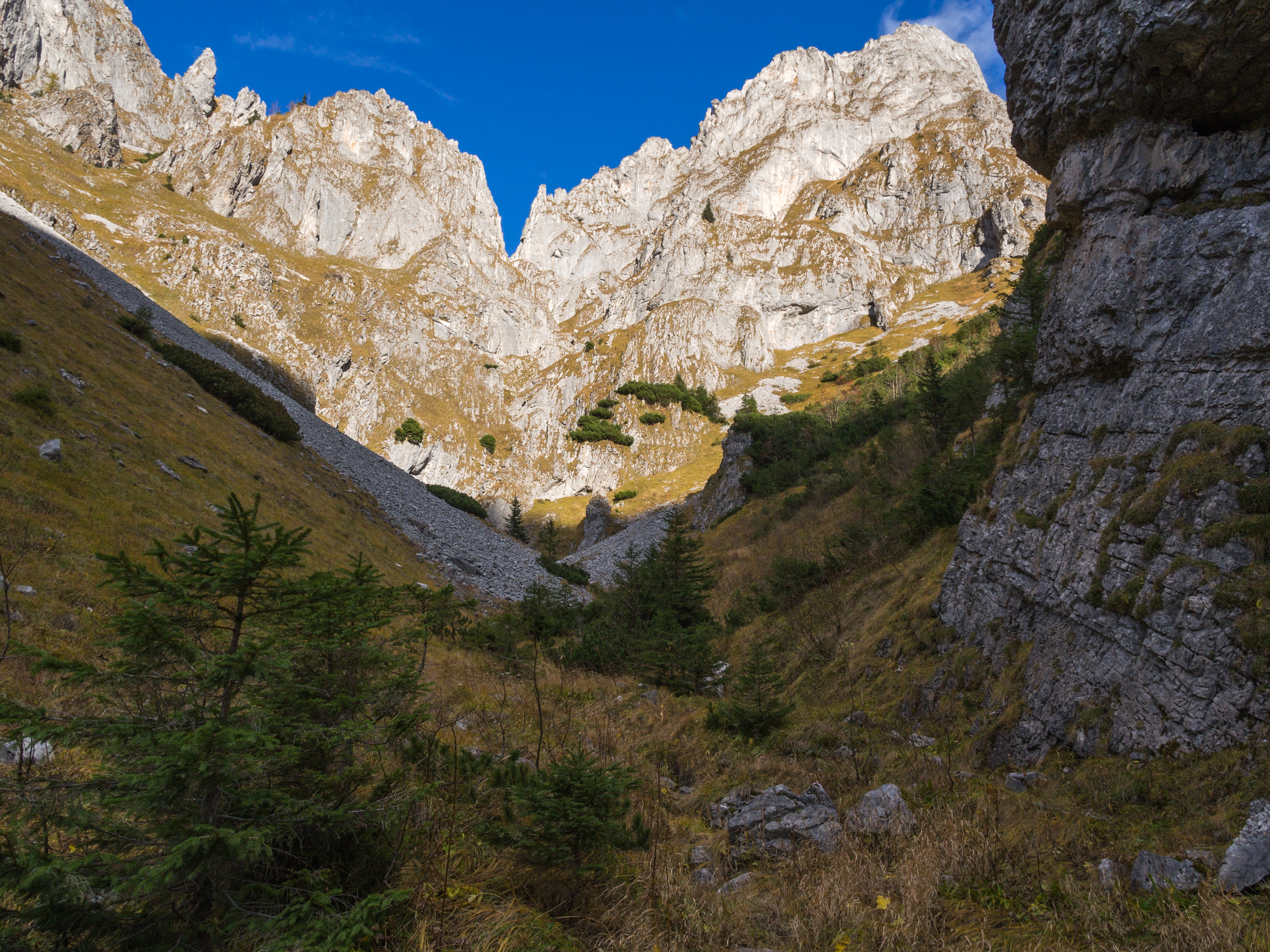
Płaśń między Progi, ponad nią ściany Niskiej Turni i Wysokiego Grzbietu

Płaśń między Progi (Płaśń pod Progami) – położone na wysokości około 1320 m n.p.m. rozszerzenie dna Wąwozu Kraków w Dolinie Kościeliskiej w Tatrach Zachodnich. Znajduje się ono w środkowej części tego wąwozu. Z Płaśni między Progi w kierunku północno-wschodnim odbiega ciasny i stromy Żleb Trzynastu Progów, w kierunku południowo-wschodnim, na przedłużeniu głównej osi wąwozu ciągnie się bardziej płaski i szerszy górny odcinek wąwozu – Kamienne Tomanowe. Od południowej strony natomiast do Płaśni między Progi opada Wolarski Żleb.
Płaśń to w gwarze ludowej niewielkie i względnie płaskie miejsce na skalistym, stromym terenie. Płaśń pod Progami znajduje się w niedostępnej dla turystów części wąwozu. Jest również praktycznie niemożliwa do zaobserwowania z udostępnionych szlaków turystycznych.
W Płaśni między Progi i w jej okolicach znajduje się kilka niewielkich jaskiń, m.in. Jaworowa Szczelina, Dziura nad Żlebem, Krakowski Schron, Korytarzyk w Żlebie Niedźwiedź, Krakowska Szczelina i Ptasi Schron.